# ليديا هويت فارمر
ليديا هويت فارمر (بالإنجليزية: Lydia Hoyt Farmer)‏ هي كاتِبة أمريكية، ولدت في 19 يوليو 1842 في كليفلاند في الولايات المتحدة، وتوفي بنفس المكان في 24 ديسمبر 1903.